# Jeux sans frontières
 (juillet 2025).
Si vous disposez d'ouvrages ou d'articles de référence ou si vous connaissez des sites web de qualité traitant du thème abordé ici, merci de compléter l'article en donnant les références utiles à sa vérifiabilité et en les liant à la section « Notes et références ».
Pour les articles homonymes, voir JSF.
Jeux sans frontières (JSF) est un jeu télévisé créé en 1965 par Guy Lux et Claude Savarit et diffusé par les chaînes de vingt pays européens dont la télévision publique française. Il est développé en 1965 à l'initiative du président de la République française Charles de Gaulle sur le modèle de l'émission Intervilles, à l'échelle de l'Europe.
En 2019, plusieurs sociétés audiovisuelles privées ont acquis les droits du programme à l'UER et ont décidé de créer une nouvelle version baptisée Eurogames.

## Origines
Succédant à Intervilles en 1965, Jeux sans Frontières est conçu, à la demande du général de Gaulle, après le traité d'amitié franco-allemand de 1963, comme des « Intervilles franco-allemands ». Claude Savarit, son présentateur, dit du général : « En bon téléspectateur, il regardait Intervilles. À la même époque, il travaille au rapprochement franco-allemand, fait savoir, qu'à son avis, des jeux pacifiques opposant des représentants des deux nations seraient une bonne chose. Avec Guy Lux, nous nous sommes mis immédiatement au travail en élargissant la formule, Jeux sans frontières étaient nés. ».

## Diffusions
Jeux sans Frontières est diffusé en France sur la première chaîne de l'ORTF entre 1965 et 1967 où il est notamment présenté par Simone Garnier, Guy Lux et Léon Zitrone puis diffusé, à partir de 1972, sur la deuxième chaîne de l'ORTF et à partir de 1975 sur Antenne 2 et ce, jusqu'en 1982.
À la suite des grèves de 1968, malgré la participation des équipes françaises engagées, la télévision française annule l'édition prévue au mois de juin, d'abord à Paris puis à Epinal, ne diffuse pas les jeux et n'envoie aucun animateur après la première émission de la saison afin d'assurer les commentaires. La France ne reviendra qu'en 1970 avec les jeux organisés à Avignon.  Cela n'a pas empêché la création de certains jeux[Lesquels ?]  par Claude Savarit lors de la saison 1969 à Martigny (Suisse).
Les jeux reviennent entre 1988 et 1992 puis sur France 2 entre 1997 et 1999, date qui marque la fin du jeu en Europe.
Le mois d'août 2006 voit l'annonce de la réapparition de Jeux sans frontières pour l'été 2007 mais en raison des problèmes financiers à cause de l'absence de grands pays (comme la France ou l'Allemagne), l'édition 2007 est annulée.
En octobre 2012, Ettore Andenna, ancien présentateur italien, annonce avoir été approché pour préparer une édition 2013 modernisée des JSF. Une décision quant à la tenue des « jeux » aurait dû se tenir en novembre 2012 mais le projet n'est pas réalisé.
En juin 2020, France Télévisions annonce le retour du jeu avec Nagui à la présentation, retour annulé au profit de celui d'Intervilles.

## Pays participants et victoires
Entre 1965 et 1999, 20 pays ont participé aux 30 éditions des JSF (considérant le Pays de Galles et la Tchécoslovaquie en tant que participants séparés) : (classement par victoires). Seule l'Italie participe à la totalité des 30 éditions. La France arrive deuxième avec 25 participations et le Liechtenstein, dernier avec son unique participation aux Pays-Bas en 1976.
L'Allemagne et le Portugal comptent le plus grand nombre de victoires en finale avec, respectivement 6 sur 16 participations et 5 sur 15 participations. La République tchèque est le seul pays à avoir gagné la plupart des éditions auxquelles elle participe (2 victoires sur 3 participations, condidérée 3 sur 4, si on inclut la victoire de la Tchécoslovaquie dans la seule édition où celle-ci a pris part aux Jeux); par contre, les Pays-Bas n'ont jamais remporté la finale malgré leurs 10 participations.
| Pays            | Années de participation                            | Éditions         | Victoires en finale | Télédiffuseur représentant                    |
| Allemagne       | 1965-1980                                          | 16               | 6                   | ARD (WDR)                                     |
| Portugal        | 1979-1982, 1988-1998                               | 15               | 5                   | RTP                                           |
| Italie          | 1965-1982, 1988-1999                               | 30               | 4                   | RAI                                           |
| Royaume-Uni     | 1967-1982                                          | 16               | 4                   | BBC                                           |
| France          | 1965-1968, 1970-1982, 1988-1992, 1997-1999         | 25               | 3                   | ORTF 1 / ORTF 2 Antenne 2 France 2            |
| Hongrie         | 1993-1999                                          | 7                | 3                   | Magyar Televízió                              |
| Suisse          | 1967-1982, 1990-1999                               | 24               | 2                   | SRG-SSR                                       |
| Belgique        | 1965-1982, 1988-1989                               | 20               | 2                   | RTB-RTBF BRT                                  |
| Tchéquie        | 1993-1995                                          | 3                | 2                   | Česká televize                                |
| Espagne         | 1988, 1990-1992                                    | 4                | 1                   | RTVE                                          |
| Tchécoslovaquie | 1992                                               | 1                | 1                   | Télévision Tchécoslovaque                     |
| Pays-Bas        | 1970-1977, 1997-1998                               | 10               | 0                   | NCRV (1970-1977) TROS (1997-1998) Nederland 2 |
| Grèce           | 1993-1999                                          | 7                | 0                   | ET-1                                          |
| Yougoslavie     | 1978-1982, 1990                                    | 6                | 0                   | JRT                                           |
| Slovénie        | 1994, 1996-1997, 1999 (plus tôt comme Yougoslavie) | 4                | 0                   | RTV SLO                                       |
| Pays de Galles  | 1991-1994                                          | 4                | 0                   | S4C                                           |
| Saint-Marin     | 1989-1991                                          | 3                | 0                   |                                               |
| Malte           | 1994-1995                                          | 2                | 0                   | PBM                                           |
| Tunisie         | 1992                                               | 1                | 0                   | Télévision Tunisienne                         |
| Liechtenstein   | 1976                                               | 1 (une émission) | 0                   |                                               |

## Villes victorieuses
| Année | Ville(s)                   | Pays | Année | Ville(s)             | Pays |
| ----- | -------------------------- | ---- | ----- | -------------------- | ---- |
| 1965  | Ciney Saint-Amand-les-Eaux |      | 1966  | Eichstätt            |      |
| 1967  | Bardenberg                 |      | 1968  | Osterholz-Scharmbeck |      |
| 1969  | Wolfsbourg Shrewsbury      |      | 1970  | Côme                 |      |
| 1971  | Blackpool                  |      | 1972  | La Chaux-de-Fonds    |      |
| 1973  | Ely                        |      | 1974  | Muotathal            |      |
| 1975  | Nancy                      |      | 1976  | Ettlingen            |      |
| 1977  | Schliersee                 |      | 1978  | Abano Terme          |      |
| 1979  | Bar-le-Duc                 |      | 1980  | Vilamoura            |      |
| 1981  | Dartmouth Lisbonne         |      | 1982  | Rochefort            |      |
| 1988  | Madère                     |      | 1989  | Les Açores           |      |
| 1990  | Jaca                       |      | 1991  | Vigevano             |      |
| 1992  | Třebíč                     |      | 1993  | Kecskemét            |      |
| 1994  | Ceska Trebova              |      | 1995  | Brno                 |      |
| 1996  | Kecskemét                  |      | 1997  | Amadora              |      |
| 1998  | Százhalombatta             |      | 1999  | Bolzano              |      |

## Exemples d'épreuves
Le nom des épreuves se rapporte à un thème ou événement historique précis, parfois en lien avec les villes.
Certaines des épreuves des Jeux sans frontières portent des noms de jeux populaires, par exemple Le chambouletout et Les chaises musicales et d'autres des noms de personnages célèbres ou romans reconnus, tels que Hansel et Gretel, Vingt mille lieues sous les mers, Le Petit Chaperon rouge et Ali Baba et les quarante voleurs.

## Juges et arbitres
Gennaro Olivieri (1965–1982)
Guido Pancaldi (1966–1989)
Arthur Ellis (1971–1982)
Nenad Romano (1979–1982)
Mike Swann (1988–1989)
Bernard Galley (1990–1991)
Denis Pettiaux (1990–1999)
Nikos Mperedimas (1993)
Irini Kamperidiou (1994)
Lehel Németh (1993–1995, 1999)
Baobis Ioanidis (1995–1999)
Orsolya Hovorka (1996–1998)
Lea Vodušek (1996–1997, 1999)
Carlo Pegoraro (1996, 1998–1999)
Beertje van Beers (1997)

## Présentateurs français et diffusion
| Année | Chaîne    | Présentateurs et présentatrices | Présentateurs et présentatrices | Présentateurs et présentatrices |
| ----- | --------- | ------------------------------- | ------------------------------- | ------------------------------- |
| 1965  | ORTF      | Léon Zitrone Guy Lux            | Simone Garnier                  | Claude Savarit                  |
| 1966  | ORTF      | Léon Zitrone Guy Lux            | Simone Garnier                  | Claude Savarit                  |
| 1967  | ORTF      | Léon Zitrone Guy Lux            | Simone Garnier                  | Claude Savarit                  |
| 1968  | ORTF      | Léon Zitrone Guy Lux            | Simone Garnier                  | Claude Savarit                  |
| 1969  | ORTF      | Léon Zitrone Guy Lux            | Simone Garnier                  | Claude Savarit                  |
| 1970  | ORTF      | Léon Zitrone Guy Lux            | Simone Garnier                  | Claude Savarit                  |
| 1971  | ORTF      | Léon Zitrone Guy Lux            | Simone Garnier                  | Claude Savarit                  |
| 1972  | ORTF      | Léon Zitrone Guy Lux            | Simone Garnier                  | Claude Savarit                  |
| 1973  | ORTF      | Léon Zitrone Guy Lux            | Simone Garnier                  | Claude Savarit                  |
| 1974  | ORTF      | Léon Zitrone Guy Lux            | Simone Garnier                  | Claude Savarit                  |
| 1975  | Antenne 2 | Léon Zitrone Guy Lux            | Simone Garnier                  | Claude Savarit                  |
| 1976  | Antenne 2 | Léon Zitrone Guy Lux            | Simone Garnier                  | Claude Savarit                  |
| 1977  | Antenne 2 | Léon Zitrone Guy Lux            | Simone Garnier                  | Claude Savarit                  |
| 1978  | Antenne 2 | Léon Zitrone Guy Lux            | Simone Garnier                  | Claude Savarit                  |
| 1979  | Antenne 2 | Léon Zitrone Guy Lux            | Simone Garnier                  | Claude Savarit                  |
| 1980  | Antenne 2 | Léon Zitrone Guy Lux            | Simone Garnier                  | Claude Savarit                  |
| 1981  | Antenne 2 | Léon Zitrone Guy Lux            | Simone Garnier                  | Claude Savarit                  |
| 1982  | Antenne 2 | Léon Zitrone Guy Lux            | Simone Garnier                  | Claude Savarit                  |
| 1988  | Antenne 2 | Fabrice                         | Marie-Ange Nardi                |                                 |
| 1989  | Antenne 2 | Fabrice                         | Marie-Ange Nardi                |                                 |
| 1990  | Antenne 2 | Georges Beller                  | Marie-Ange Nardi                |                                 |
| 1991  | Antenne 2 | Georges Beller                  | Daniela Lumbroso                |                                 |
| 1992  | Antenne 2 | Georges Beller                  | Daniela Lumbroso                |                                 |
| 1997  | France 2  | Olivier Minne                   | Jean Rieffel                    |                                 |
| 1998  | France 2  | Jean-Luc Reichmann              | Christelle Ballestrero          |                                 |
| 1999  | France 2  | Nelson Monfort                  | Fabienne Égal                   |                                 |

Récapitulatif du nombre de saisons par animateur :
- 16 saisons (pas de présentateurs ni commentateurs en 1968 et absence de la France en 1969)
  - Simone Garnier - 1965 à 1967 / 1970 à 1982 + finales 1973 et 1979 (+ fil rouge finale 1974) (commentatrice entre 1965 et 1968* (heat[Quoi ?] 1*) / puis entre 1970 et 1982) (*voir chapitre "diffusion")
  - Guy Lux - 1965 à 1967 / 1970 à 1982 + finales 1973 et 1979 (commentateur en 1965 et 1966 puis entre 1970 et 1982)
  - Claude Savarit - 1979 (Heat 2) (+ fil rouge finale 1970 et fil rouge B/Knokke-Heist 1975) (+ commentateur à diverses reprises)

- 3 saisons
  - Georges Beller - 1990 à 1992
  - Marie-Ange Nardi - 1988 à 1990

- 2 saisons
  - Léon Zitrone - 1965 et 1966 (+ commentateur en 1965-1966 et 1970 (Heat 3) - 1971 (Heat 3))
  - Joseph Pasteur (membre du jury neutre ainsi que commentateur en 1965 et 1966)
  - Fabrice - 1988 et 1989
  - Daniela Lumbroso - 1991 et 1992

- 1 saison
  - Ivanka Savic - 1965 (co-commentatrice - 1re 1/2 finale)
  - Pierre Louis - 1971 (commentateur - Heat 6)
  - Olivier Minne - 1997
  - Jean Rieffel - 1997
  - Christelle Ballestrero - 1998
  - Jean-Luc Reichmann - 1998
  - Fabienne Égal - 1999
  - Nelson Monfort - 1999

## Présentateurs des autres pays

### Allemagne
- Arnim Dahl - 1965 (Heat 1)
- Lilo Katzke - 1965
- Albert Raisner - 1965 et 1966 (commentateur)
- Otto Rock - 1965 à 1967 (commentateur)
- Camillo Felgen - 1965 à 1973 + finales 1966, 1967 et 1971 (+ fil rouge - finales 1970 et 1973) - (commentateur entre 1965 et 1973)
- Joseph Avrach - 1967 (commentateur)
- Tim Elstner - 1969 à 1972 + finale 1971 (commentateur entre 1966 et 1972)
- Hartmut Brühl - 1969 à 1974 - 1976 - 1978 à 1980 (commentateur)
- Kurt Gerhardt - 1971 et 1972 (commentateur)
- Renata Calani - 1972 et 1973 (commentatrice)
- Erhard Keller - 1973 à 1977 + finale 1977 (+ fil rouge - finale 1974 / fil rouge - 1975 B/Knokke-Heist) - (commentateur entre 1973 et 1977)
- Marie-Louise Steinbauer - 1974 (Heat 7) et 1975 (Heat 5)
- Karl-Heinz Wöcker - 1974 à 1980 (commentateur)
- Manfred Erdenberger - 1976 à 1980 + finale 1977 (commentateur entre 1975 et 1980)
- Brigitte Maerz - 1978 (Heat 3)
- Heribert Fassbender - 1979 (heat 6) (commentateur en 1978 et 1979)
- Heinz-Günther Pianka - 1979 et 1980 (commentateur)

### Belgique
- Paule Herreman - 1967 (Heat 2), 1968 (Heat 2 + finale), 1970 (Heat 3), 1972 (Heat 1), 1974 (Heat 1), 1976 (Heat 5), 1978 (Heat 2), 1979 (Heat 5), 1980 (finale) et 1981 (Heat 4) (commentatrice entre 1965 et 1982) - RTB-RTBF
- Jean-Claude Menessier - 1965 et 1966 - 1967 (Heat 2) et 1968 (Heat 2 + finale) - RTB
- Michel Lemaire - 1970 (Heat 3 + fil rouge - finale) , 1972 (Heat 1), 1974 (Heat 1), 1976 (Heat 5), 1978 (Heat 2), 1980 (finale) et 1981 (Heat 4) - RTB-RTBF
- Jan Theys - 1969 (Heat 1), 1971 (Heat 7) et 1973 (Heat 6) (+ fil rouge - finales 1973 et 1974) (commentateur entre 1969 et 1974) - BRT
- Herman Verhelst - 1970 (commentateur - Heat 4) - BRT
- Willy Delabastita - 1971 (Heat 7) et 1973 (Heat 6) - (commentateur entre 1971 et 1973) - BRT
- Rik De Saedeleer - 1971 (commentateur - Heat 3) - BRT
- Jacques Careuil - 1974 (Heat 1) - RTB
- Mike Verdrengh - 1975 + finale, 1977, 1979, 1980 et 1982 - (commentateur entre 1975 et 1982) - BRT
- Marc Van Poucke - 1975 (Heat 1) - BRT
- Régine Clauwaert - 1975 (finale) - BRT
- Ann Michel - 1977 (Heat 6) - BRT
- Linda Lepomme - 1980 (Heat 7) - BRT
- Walter Capiau - 1982 (Heat 7) - BRT
- Georges Kleinmann - 1976 (commentateur - Heat 6) - 1982 (commentateur - Heat 6)* - SSR/RTBF*
- Sylvie Rigot - 1988* et 1989 - RTBF (*la Belgique n'a pas accueilli les jeux mais Sylvie a assuré les commentaires pour les auditeurs belges)
- Thierry Tinlot - 1989 - RTBF

### Suisse
- Georges Kleinmann - 1969 (Heat 4), 1972 (finale), 1974 (Heat 4), 1977 (Heat 3) et 1980 (Heat 4) - (membre du jury neutre en 1965 et 1966, commentateur entre 1967 et 1982*) - SSR
- Mascia Cantoni - 1967 (Heat 3), 1970 (Heat 2), 1973 (Heat 2), 1976 (Heat 3), 1979 (Heat 1) et 1982 (Heat 4) - (membre du jury neutre en 1965 et 1966, commentatrice à diverses reprises jusqu'en 1982) - TSI
- Enzo Tortora* - 1967 (Heat 3) - TSI/RAI
- Hermann Weber - 1968 (Heat 1) - SRG
- Madeleine Stalder - 1969 (Heat 4) et 1972 (finale) - SSR
- Tiziano Colotti - 1970 (Heat 2) - TSI
- Madeleine Desmartines - 1970 (fil rouge - finale) - SSR
- Ezio Guidi - 1973 (Heat 2), 1976 (Heat 3), 1979 (Heat 1) et 1982 (Heat 4) - (commentateur en 1968 puis de 1970 à 1982) - TSI
- Jan Hiermayer - 1971 (Heat 2), 1972 (Heat 2), 1975 (Heat 4), 1978 (Heat 6) et 1981 (Heat 5) (+ fil rouge B/Knokke-Heist 1975, commentateur entre 1967 et 1982) - SRG
- Dorothea Furrer - 1971 (Heat 2) - SRG
- Claudette Heysie - 1973 (fil rouge - finale) - SSR
- Christian Defaye - 1974 (Heat 4 + fil rouge - finale) - SSR
- Heidi Abel - 1975 (Heat 4) (commentatrice en 1976) - SRG
- Elisabeth Brindisi - 1975 (commentatrice) - TSI
- Jacques Huwyler - 1977 (Heat 3) (commentateur en 1976) - SSR
- Rosmarie Pfluger - 1978 (Heat 6) et 1981 (Heat 5) - SRG
- Max Ruegger - 1978 et 1979 (commentateur 1978 (Heat 1) et 1979 (Heat 3)) - SRG
- Jacques Deschenaux - 1981 et 1982 (commentateur) - SSR
- Ivan Fresard - 1992 et 1993 - SSR
- Catherine Sommer - 1992 et 1993 - SSR
- Caterina Ruggeri - 1993 à 1998 - TSI
- Paolo Calissano - 1994 - TSI
- Matteo Pelli - 1999 - TSI

### Italie
- Giulio Marchetti - 1968 à 1977 (+ finale 1970 / fil rouge - finales 1973 et 1974 / fil rouge B/Knokke-Heist 1975) - (commentateur entre 1965 et 1977)
- Enzo Tortora* - 1965 à 1969 (commentateur de la 1re demi-finale 1965 et de la finale 1966)
- Lea Landi - 1965 (commentatrice)
- Nunzio Filogamo - 1966 (commentateur)
- Renata Mauro - 1967 à 1970 + finale (commentatrice entre 1967 et 1970)
- Rosanna Vaudetti - 1971 à 1977 (commentatrice entre 1971 et 1977)
- Ettore Andenna - 1978 (Heat 1 + finale) / 1991 à 1996 (commentateur en 1978)
- Milly Carlucci - 1978 + finale / à 1981 (Heat 1) (commentatrice entre 1978 et 1980)
- Michele Gammino - 1979 à 1982 + finale (commentateur entre 1979 et 1982)
- Simona Izzo - 1982 + finale (commentatrice)
- Claudio Lippi - 1988 à 1990
- Maura Musi - 1988
- Sabrina Picci - 1988
- Anna Benni - 1988 (+ finale)
- Elisabetta Coraini - 1988 (+ finale)
- Lucia Nalli - 1988 (+ finale)
- Paola Bulbarelli - 1989
- Feliciana Iaccio - 1989 à 1991
- Maria Teresa Ruta - 1992 et 1993 / 1997
- Simona Tagli - 1995
- Mauro Serio - 1998 et 1999
- Flavia Fortunato - 1998 et 1999

### Grèce
- Dafne Bokota - 1993 à 1997
- Kostas Sgontzos - 1996 à 1999

### Pays-Bas
- Dick Passchier - 1970 à 1977 (+ fil rouge - finale 1970 et 1973 / + finale 1974)
- Ted De Braak - 1970 (Heat 6)
- Barend Barendse - 1975 à 1977 + fil rouge B/Knokke-Heist 1975 (commentateur entre 1970 et 1977)
- Dik Bikker - 1974 (finale)
- Jack van Gelder - 1997
- Ron Boszhard - 1998

### Portugal
- Eládio Clímaco - 1979 à 1982 / 1988 à 1997 (commentateur entre 1979 et 1982)
- José Fialho Gouveia - 1979 et 1980 / 1988 (commentateur en 1976 et 1977 - sans participation portugaise)
- Maria Margarida - 1979 et 1980 (commentatrice)
- Alice Cruz - 1981 et 1982
- Maria Joao Carreira - 1982
- Ivone Ferreira - 1988
- Ana do Carmo - 1989 à 1992 / 1997
- Cristina Lebre - 1994
- Maria Joao Silveira - 1998

### Royaume-Uni
- David Vine - 1967 à 1971 (+ finale 1969) - (commentateur entre 1967 et 1971)
- Hobley Mac Donald - 1967 (Heat 6)
- Eddie Waring - 1969 à 1981 (referee en 1967 et 1968 + finale 1969 et 1976 / fil rouge - finales 1970, 1973 et 1974 / fil rouge B/Knokke-Heist 1975)
- Kathy Boyle - 1968 (commentatrice)
- Stuart Hall - 1972 à 1982 (+ finale 1976) - (commentateur entre 1972 et 1982)
- Brian Cant - 1982 (Heat 7)

### Hongrie
- Dorottya Geszler 1993 à 1995
- Gábor Gundel Takács 1994 à 1999
- Beatrix Farkas 1996
- Mária Borbás 1997 à 1999

## Tentatives de relance
En 2006, l'UER a annoncé son intention de relancer la série à l'été 2007, en collaboration avec Mistral Production et Upside Television. La Belgique, la Croatie, l'Espagne, la Grèce, les Pays-Bas, le Portugal, la Slovénie et l'Italie étaient considérés comme des pays participants. Cependant, en raison de difficultés financières, les plans ont été mis en attente à l'origine pendant 12 mois, puis sont finalement abandonnés.
En décembre 2016, l'UER dans la planification stratégique pour 2017-2020 inclut un nouveau format basé sur l'émission, appelé Eurovision Super Games, une nouvelle tentative de revisiter le programme télévisé diffusé pour la dernière fois en 1999. Douze pays avaient rejoint et étaient impliqués dans le projet, une compétition entre huit pays représentés chacun par quatre athlètes jouant une série de défis mentaux et physiques. Les spectateurs à domicile auraient la possibilité d'élire les 2 athlètes de leur pays pour participer au challenge proposé. Or, faute de garanties financières, l'UER annonce en juin 2017 qu'elle ne serait pas créée.

### Renaissance en 2019
Une reprise de l'émission a été confirmée le 18 juin 2019 lors de la conférence de presse annuelle de France Télévisions. La reprise est produite par Nagui et diffusée sur France 2.
La version italienne est retransmise sur Canale 5 du 19 septembre 2019 au 24 octobre 2019, avec Ilary Blasi et Alvin comme hôtes de l'émission,,. Selon les médias italiens, cette édition, rebaptisée Eurogames et filmée à Cinecittà World dans la capitale italienne, Rome, est consacrée à des matchs éclairés entre les équipes d'Italie, d'Espagne, d'Allemagne et de Grèce aux côtés des nouveaux venus Pologne et Russie mais n'utilise pas le format de l'émission originale. En Espagne, six épisodes ont été diffusés en première sur le service de streaming Mitele Plus le 3 janvier 2020, avec Lara Álvarez et Joaquín Prat comme hôtes de l'émission.

## Musique
La musique du générique est composée par Jacques Revaux[réf. nécessaire].
Les paroles françaises du générique (1977-1982) ont été composées spécialement pour les compétitions francophones et écrites par Cal Kessinger[réf. nécessaire].

« Ne regarde pas, ils sont derrière toi,
pas à pas ils en veulent à toi,
ne regarde pas ce sont des hommes comme toi. »

## Dans la culture populaire
En 1980, Peter Gabriel compose une chanson dénommée Games Without Frontiers, faisant référence au jeu et à sa version anglaise It's a knockout (en).